# Ініціатива прозорості видобувних галузей
Ініціатива прозорості видобувних галузей (ЕІТІ або ІПВГ) — це незалежний і добровільно підтримуваний на міжнародному рівні стандарт забезпечення прозорості, який впроваджується у 51 країні світу.

## Загальна інформація

### Механізм впровадження
EITI вимагає проведення аудиту платежів, які здійснюють компанії, та доходів, пов'язаних з розробкою національних природних ресурсів, які отримують уряди країн. Простіше кажучи, компанії та уряди повинні розкривати інформацію щодо платежів за використання природних ресурсів, а використання цих надходжень має йти на користь громадян.
Основу Ініціативи складають два механізми:
Перший — регулярна публікація достовірних даних, які пройшли незалежну звірку (аудит), про платежі, здійснені компаніями видобувних галузей (наприклад, нафтогазової, гірничо- добувної та металургійної) на користь урядів, і доходів, які отримуються цими урядами.
Другий — розвиток системи нагляду, який здійснюється зацікавленими сторонами з метою забезпечення належного запровадження EITI.

### Керівництво та контроль
Керівництво та контроль за виконанням ЕІТІ в окремо взятій країні здійснює багатостороння група зацікавлених сторін (БГЗО), яка повинна складатися з представників уряду, компаній та громадських організацій. Практика довела, що стандарт ЕІТІ несе вигоди для всіх сторін процесу. Уряд отримує можливості кращого управління цілими галузями економіки, а також виграє від процесу, що спрямований на боротьбу з корупцією, вдосконалення податкової системи, підвищення стабільності. Компанії отримують вигоди від рівних правил гри, а також більш сприятливого інвестиційного клімату. Громадянам ЕІТІ дає механізми контролювати уряд і бізнес у питанні належного управління природними ресурсами.
Завдяки втіленню стандарту ЕІТІ, кожен громадянин може знати і контролювати:
- Інформацію про видобувні ліцензії та дозволи (кому належить ділянка, свердловина або кар'єр);
- Опубліковані контракти (які зобов'язання взяв інвестор, які — держава);
- Бенефіціарне право (хто насправді кінцевий власник компанії);
- Дані про видобуток (скільки, коли і навіщо видобуто);
- Транзитні платежі (кому і за що платяться гроші, чи задіяно незаконні схеми);
- Діяльність державних підприємств (чи працює ефективно, з користю для людей);
- Платежі до держбюджету (скільки було виплачено податків і зборів);
- Виплати на користь місцевих бюджетів (скільки отримано коштів на розвиток громад);
- Соціальні та інфраструктурні інвестиції (скільки витрачається на дороги, лікар ні, школи, інші місцеві проекти).

## Запровадження в Україні
У вересні 2009 року Україна зобов'язалася імплементувати ЕІТІ, схваливши урядову Постанову № 1098 «Про приєднання України до Ініціативи щодо забезпечення прозорості у видобувних галузях». Пізніше ці наміри були документально підтверджені перед МВФ, ЄС та в рамках Партнерства «Відкритий уряд».
10 жовтня 2012 року Наказом № 785 Міненерговугілля було створено Багатосторонню групу зацікавлених осіб з питання імплементації ЕІТІ в Україні, до якої на паритетних засадах увійшли представники органів влади, компаній та громадськості.
Україна отримала статус країни-кандидата Ініціативи прозорості видобувних галузей (ЕІТІ) 17 жовтня 2013 року. Позитивне рішення було прийнято на 25-му засіданні Правління ЕІТІ, яке проходить в Кот-д'Івуарі.
16 червня 2015 року Україною було прийнято Закон України «Про внесення змін до деяких законодавчих актів України щодо забезпечення прозорості у видобувних галузях», положеннями якого надрокористувачів було зобов'язано надавати та оприлюднювати інформацію про загальнодержавні та місцеві податки і збори, інші платежі, а також про виробничу (господарську) діяльність, необхідну для забезпечення прозорості у видобувних галузях, відповідно до порядку, затвердженого Кабінетом Міністрів України.
У 2014 році Україною підготовлено та опубліковано Перший національний звіт ІПВГ за 2013 рік.
У грудні 2016 року було опубліковано другий Звіт ІПВГ України, що охоплює 2014-2015 роки.
У травні 2018 року був опублікований третій національний Звіт ІПВГ України, в якому проаналізована видобувна діяльність країни у 2016 році.
Станом на квітень 2025 року опубліковано десять Звітів України, підготовлених відповідно до Стандарту ІПВГ.